# ソラユット・スタッサナジンダー
ソラユット・スタッサナジンダー (สรยุทธ สุทัศนะจินดา、1967年5月11日 - ) は、TV放送局の一つである「チャンネル3」のキャスター。平日の朝6時から9時までと17時20分から50分まで30分間の生放送番組、土日は10時45分から12時15分の生放送に出演しており、週に19時間30分、TVでニュースを伝えるタイのアナウンサーである。

## 経歴・人物
バンコク大学ジャーナリズム学部卒。元新聞記者で政治担当をしていた。TV番組に出演したところトーク能力を評価されてキャスターに転身。バンコク在住。

## 姿勢
ニュース原稿や打ち合わせは無く、新聞から気になるニュースをピックアップして視聴者に伝える。平日は毎日0時に寝て3時に起きる。この生活を2008年から続けているという。